# Anguilloides branchiostegalis
Anguilloides branchiostegalis è un pesce osseo estinto, appartenente agli anguilliformi. Visse nell’Eocene medio (circa 48 – 50 milioni di anni fa) e i suoi resti fossili sono stati ritrovati in Italia, nel famoso giacimento di Bolca.

## Descrizione
Questo pesce era di medie dimensioni, e poteva oltrepassare i 40 centimetri di lunghezza. Assomigliava a un’anguilla attuale e come quest’ultima possedeva un corpo allungatissimo e serpentiforme. La testa di Anguilloides era stretta e possedeva un muso appuntito; gli occhi erano piccoli. Le pinne anale e dorsale correvano lungo la parte inferiore e superiore dell’animale, fino a incontrarsi alla fine del corpo dell’animale per fondersi con la pinna caudale, dall’estremità appuntita. Le pinne pettorali erano molto piccole e arrotondate. Rispetto alle anguille attuali, Anguilloides mostrava una colonna vertebrale più lunga ma paradossalmente meno vertebre (Pfaff et al., 2016)

## Classificazione
I fossili di questo animale vennero scoperti nella famosa Pesciara di Bolca, in provincia di Verona, e vennero descritti inizialmente da Eastman nel 1905, ma fu solo nel 1962 che vennero attribuiti da Cadrobbi a un genere a sé stante, Anguilloides. 

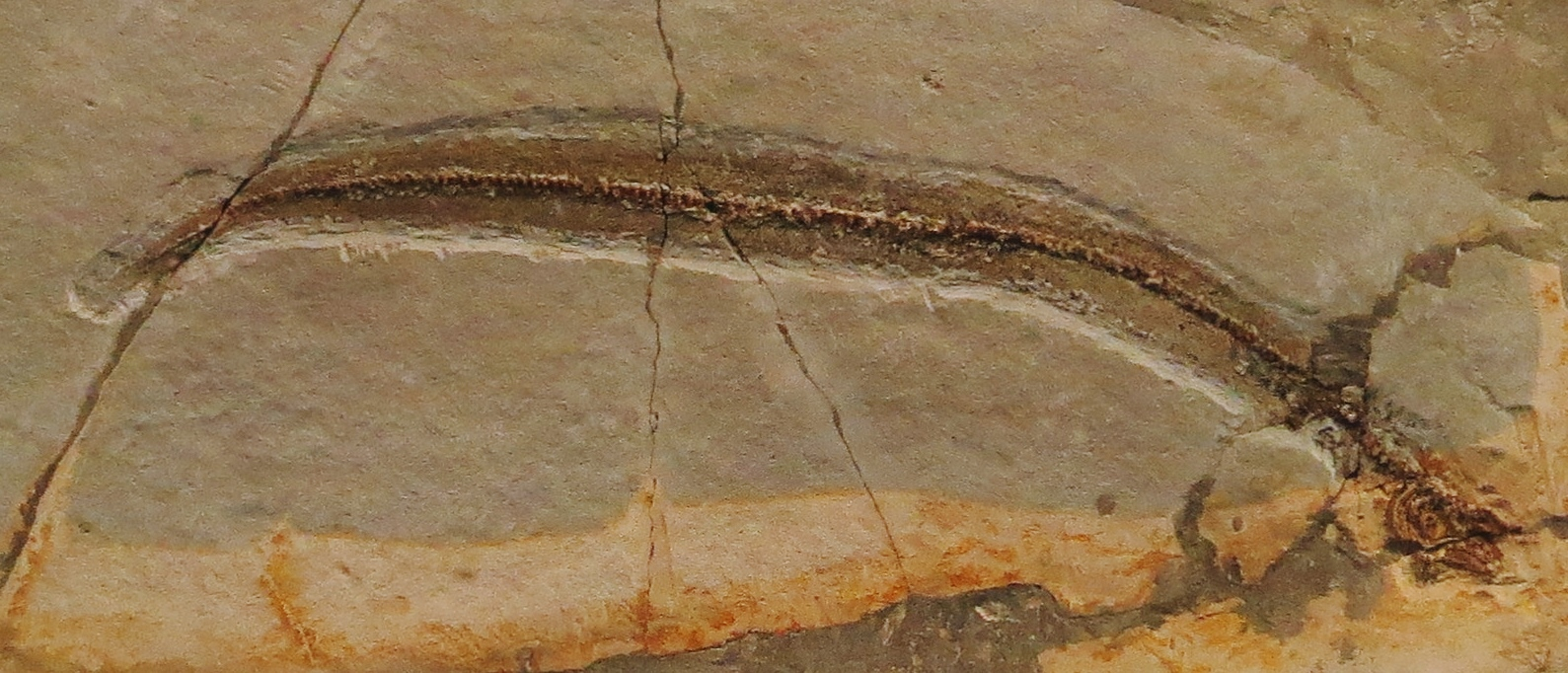
Fossile di Anguilloides branchiostegalis

Anguilloides branchiostegalis è un rappresentante di un clade estinto di pesci anguilliformi, gli Anguilloididae, comprendenti anche l’assai simile (ma di dimensioni minori) Veronanguilla ruffoi, rinvenuto anch’esso a Bolca. 

## Paleobiologia
Anguilloides doveva essere un predatore di piccoli animali, come crostacei e vermi, e viveva in lagune tropicali.